# Heinrichsort
Heinrichsort ist ein kleiner Ort im Landkreis Zwickau in Sachsen. Es gehört als Ortsteil zu Lichtenstein/Sa.

## Geografie
Heinrichsort liegt etwa 15 km östlich von Zwickau und 26 km westlich von Chemnitz, die Kernstadt von Lichtenstein befindet sich wenige Kilometer nördlich. Unweit des Ortes besteht mit der Anschlussstelle Hartenstein eine Anbindung an die A 72. Heinrichsort wird vom Burgwald und dem Neudörfler Wald umschlossen. Der Ort liegt am Fuß des westlichen Erzgebirges, auf einer Höhe von 430 m über NN.

## Geschichte

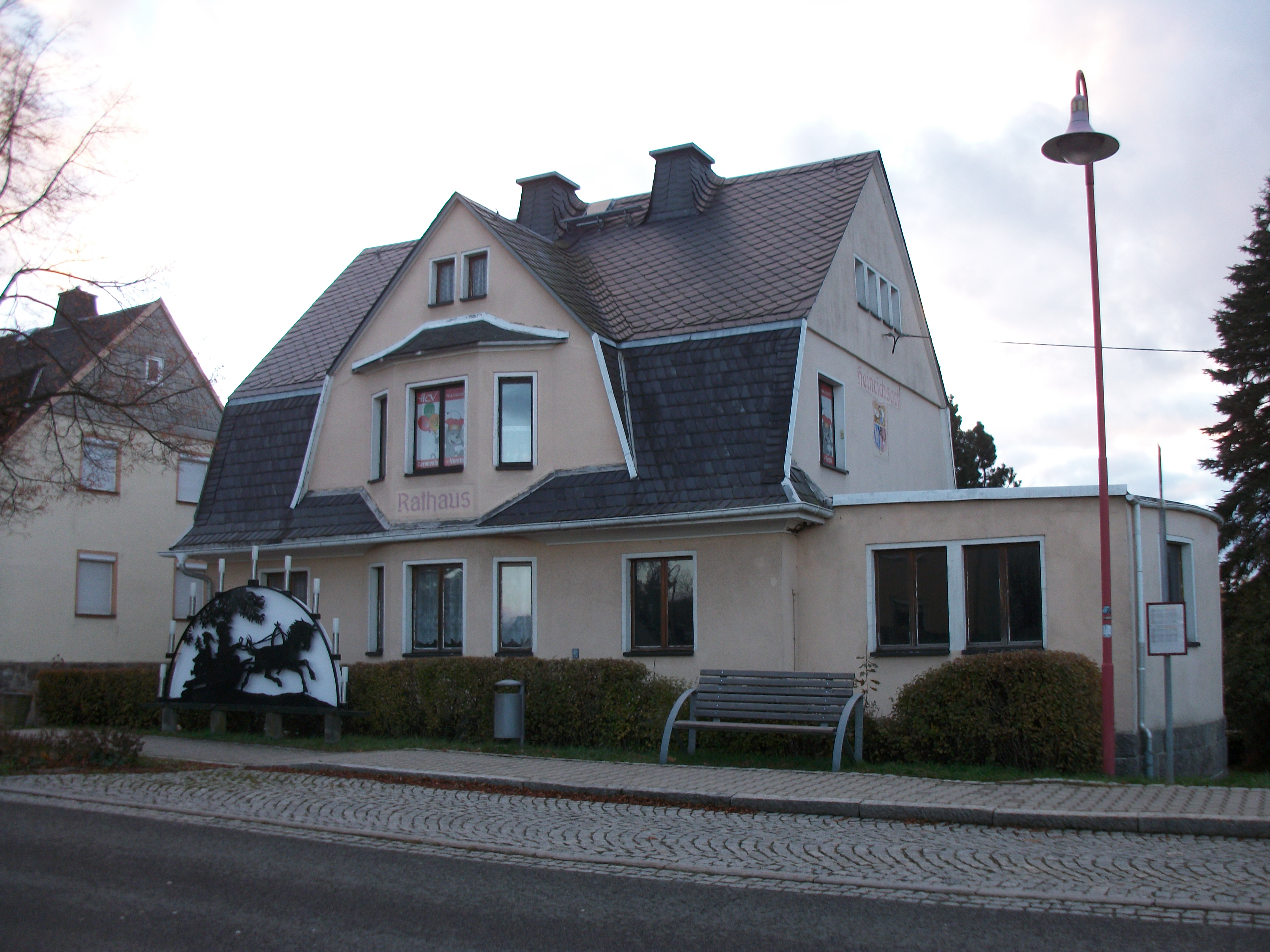
Gemeindeamt Heinrichsort mit Außenschwibbogen

Im Jahr 1704 wurde Heinrichsort von wenigen Bauern im Amt Zwickau gegründet. 1783 wurde die Ortskirche und das Schulgebäude errichtet. Die in der Region um Heinrichsort ansässige Strumpfindustrie errichtet 1921 eine Fabrik in Heinrichsort. Im Zweiten Weltkrieg stürzte ein US-Flugzeug im Burgwald von Heinrichsort ab.
Wegen der vielen Holzdiebstähle um das Jahr 1900 wird Heinrichsort auch scherzhaft Kuber oder Mauskuber genannt. Mädchen aus Heinrichsort nannte man früher auch Köbersche.
Am 1. Januar 1996 wurde Heinrichsort nach Lichtenstein eingemeindet.

## Ernst-Thälmann-Gedenkstein
Es befand sich zu DDR-Zeiten ein Gedenkstein für den KPD-Vorsitzenden Ernst Thälmann im Ort. Der Stein stand an der Hauptstraße (heute Schulberg), neben dem Grundstück Hausnummer 20, etwa gegenüber der Einmündung „Zum Talblick“.
Nach der deutschen Wiedervereinigung wurde das Denkmal entfernt.

## Politik

### Ortschaftsrat Heinrichsort
Die 8 Sitze im Ortschaftsrat verteilen sich seit der Wahl vom 9. Juni 2024 folgendermaßen auf die einzelnen Parteien und Wählergruppen:
| Partei                             | Stimmenanteil | Sitze |
| Werkstatt Z - Zukunft Lichtenstein | 87,4 %        | 7     |
| Freie Wähler Lichtenstein e.V.     | 12,6 %        | 1     |

Die derzeitige Ortsvorsteherin ist Annett Richter (Werkstatt Z - Zukunft Lichtenstein).

## Sohn des Ortes
- Christian Weißbach (1906–1962), Ingenieur